# John Antony Cramer
John Antony Cramer (Mitlödi, 1793 – Scarborough, 24 agosto 1848) è stato un presbitero, filologo classico e geografo britannico.

## Biografia
Fu educato a Westminster e al collegio di Christ Church dell'Università di Oxford. Risiedette ad Oxford fino al 1844, e vi ebbe molti incarichi importanti, fra cui quello di oratore pubblico, preside del collegio di St Peter's College e regio professore di storia dal 1842 al 1848. Fece costruire il Cramer Building al collegio di New Inn Hall nel 1833; quest'edificio fu poi trasformato nel refettorio del collegio del St Peter's College nel 1929. Nel 1844 fu nominato decano della cattedrale di Carlisle, carica che detenne fino alla morte, avvenuta a Scarborough il 24 agosto 1848.

## Opere
- A Dissertation on the Passage of Hannibal over the Alps, scritta con suo cugino, Henry Lewis Wickham.
- geographical and historical descriptions of Ancient Italy (1826)
- Ancient Greece (1828)
- Asia Minor (1832)
- Travels of Nicander Nucius of Corcyra traveller of the 16th century in England (1841)
- Catenae Graecorum Patrum in Novum Testamentum (1838–1844)
- Anecdota Graeca e codd. manuscriptis bibliothecarum oxoniensium (4 volumi, 1835-1837)[2]
- Anecdota Graeca (dai manoscritti della Biblioteca reale di Parigi, 4 volumi, 1839–1841).[3]